# بوسکووشتین
بوسکووشتین (به چکی: Boskovštejn) یک منطقهٔ مسکونی در جمهوری چک است که در ناحیه زنویمو واقع شده‌است. بوسکووشتین ۷٫۵۹ کیلومتر مربع مساحت و ۱۵۲ نفر جمعیت دارد و ۳۶۰ متر بالاتر از سطح دریا واقع شده‌است.